# محمد أمان (عداء)
محمد أمان مواليد 10 يناير 1994، هو عداء إثيوبي متخصص في سباق 800 متر. أفضل رقم شخصي له هو 1:42.37 (800 م). شارك في دورة الألعاب الأولمبية. فاز بالميدالية الذهبية في بطولة العالم لألعاب القوى.

## سجل المنافسة
| العام        | المسابقة                                    | المكان        | المركز       | حدث          | ملاحظة       |
| يمثل إثيوبيا | يمثل إثيوبيا                                | يمثل إثيوبيا  | يمثل إثيوبيا | يمثل إثيوبيا | يمثل إثيوبيا |
| ------------ | ------------------------------------------- | ------------- | ------------ | ------------ | ------------ |
| 2009         | بطولة ألعاب القوى الأفريقية للناشئين 2009   |               | 1            | 800 م        | 1:48.82      |
| 2010         | الألعاب الأولمبية الصيفية للشباب 2010       | سنغافورة      | 1            | 1000 م       | 2:19.54      |
| 2011         | بطولة أفريقيا لألعاب القوى للناشئين 2011    | غابورون       | 1            | 800 م        | 1:46.62      |
| 2011         | بطولة العالم للشباب لألعاب القوى 2011       | ليل (مدينة)   | 2            | 800 م        | 1:44.68      |
| 2011         | بطولة العالم لألعاب القوى 2011              | دايغو         | 8            | 800 م        | 1:45.93      |
| 2012         | بطولة العالم لألعاب القوى داخل الصالات 2012 | إسطنبول       | 1            | 800 م        | 1:48.36      |
| 2012         | الألعاب الأولمبية الصيفية 2012              | لندن          | 6            | 800 م        | 1:43.20      |
| 2013         | بطولة العالم لألعاب القوى 2013              | موسكو         | 1            | 800 م        | 1:43.31      |
| 2014         | بطولة العالم لألعاب القوى داخل الصالات 2014 | سوبوت         | 1            | 800 م        | 1:46.40      |
| 2014         | بطولة أفريقيا لألعاب القوى 2014             | مراكش         | 2            | 800 م        | 1:48.74      |
| 2015         | بطولة العالم لألعاب القوى 2015              | بكين          | —            | 800 م        |              |
| 2015         | بطولة العالم لألعاب القوى 2015              | بكين          | —            | 800 م        |              |
| 2016         | بطولة العالم لألعاب القوى داخل الصالات 2016 | بورتلاند      | 4            | 800 م        | 1:47.97      |
| 2016         | الألعاب الأولمبية الصيفية 2016              | ريو دي جانيرو | 18           | 800 م        | 1:46.14      |
| 2017         | بطولة العالم لألعاب القوى 2017              | لندن          | 6            | 800 م        | 1:46:06      |

## روابط خارجية
- محمد أمان على موقع الاتحاد الدولي لألعاب القوى (الإنجليزية)
- محمد أمان على موقع الدوري الماسي (الإنجليزية)
- محمد أمان على موقع اللجنة الأولمبية الدولية (الإنجليزية)
- محمد أمان على موقع أوليمبيديا (الإنجليزية)